# 주석중
주석중(1964년 1월 26일~2023년 6월 16일)은 대한민국의 의사이다.
연세대학교 의과대학을 졸업하고, 흉부외과 전공의를 세브란스병원에서 마친 후 서울아산병원 전임의를 거쳐, 흉부외과 교수로 재직했다. 대동맥 질환, 마르판 증후군 및 유전성 결체 조직 질환, 마르판 클리닉, 대동맥질환 클리닉, 대동맥 근부 확장 질환, 대동맥 판막 협착증 및 역류증, 경피적 대동맥 판막 치환술 상담, 이엽성 대동맥 판막 질환 외 성인 심장 질환 등을 전문 분야로 하였다. 서울아산병원 심장병원 대동맥질환센터소장으로 활동하여, 대동맥질환, 대동맥판막협착증 등의 전문 분야에서 활동하였다.
2023년 6월 16일 서울 송파구 풍납동 자전거를 타고, 교차로 횡단보도를 건너다가, 우회전의 덤프트럭에 치여, 사고로 사망하였다.

## 학력
- 연세대학교 의학과

## 경력
- 1989년 연세대학교의료원 전공의
- 1998년~2000년 서울아산병원 전임의
- 2000년 서울아산병원 흉부외과 교수
- 2005년~2006년 미국 브라이엄 앤드 위민즈 병원 임상 전문의
- 2015년 서울아산병원 심장병원 대동맥질환센터 소장
- 2019년~2020년 대한흉부심장혈관외과학회 상임이사